# Баязид I
Баязи́д I Молниено́сный (осман. بايزيد اول‎ / Bâyezid-i evvel, тур. Birinci Bayezid, Yıldırım Bayezid; 1354/1360 — 8 марта 1403) — 4-й правитель и 2-й султан Османской империи (1389—1402), сын султана Мурада I. Баязид известен своими военными успехами и получил прозвище Молниеносный за быстроту перемещения войск.
Баязид участвовал в битве на Косовом поле, где погиб его отец, султан Мурад. Источники сообщают, что Баязид принял на себя командование, велел убить своего брата Якуба и после разгрома сербов объявил себя султаном. В битве погиб и сербский князь Лазарь Хребелянович. Сын Лазаря Стефан стал вассалом Баязида, а дочь Лазаря Оливера была отдана в гарем султана.
Баязид продолжил завоевательную политику отца. В течение всего времени своего правления Баязид вёл войны в Анатолии и на Балканах. Он захватил все бейлики Малой Азии, а в Европе закончил покорение Болгарии и дважды держал Константинополь в осаде. Византийский император был вынужден стать вассалом Баязида. Султан раздвинул границы Османской империи до Дуная на северо-западе и Евфрата — на востоке.
Экспансия османов вызвала ответную реакцию. В Европе против Баязида был созван крестовый поход, но в 1396 году Баязид разгромил армию крестоносцев под Никополем. В Азии интересы Баязида столкнулись с интересами Тамерлана. Конфликт двух завоевателей привёл к битве при Анкаре, где султан был разбит и пленён. Через год в плену Баязид умер.
Итогом правления Баязида стал крах его империи, разделённой Тамерланом. Все бейлики получили независимость. Османская империя в границах, существовавших до Мурада, была поделена Тамерланом на три части между сыновьями Баязида. Между братьями началась гражданская война, закончившаяся лишь через десять лет.
Баязид наводил ужас на Европу. Он начинал правление как успешный и жестокий завоеватель, а закончил жизнь в плену. Этот контраст порождал к жизни легенды о его личности, характере и смерти.

## Биография

### Ранние годы
Баязид родился в Эдирне. Отцом его был османский султан Мурад I, а матерью — одна из наложниц Мурада по имени Гюльчичек-хатун. Хотя достоверных данных о происхождении матери Баязида нет, историки Э. Алдерсон и Х. Лаури считали её гречанкой. Точная дата рождения будущего султана не установлена. Разные источники годом рождения султана называют 1354 год, 741 год Хиджры (1340/41 год), 1360 год.
Турецкий историк Х. Иналджик считал Баязида старшим сыном Мурада, однако есть и другие мнения: американский османист С. Шоу полагал, что Якуб был старше Баязида, а немецкий ориенталист Ф. Бабингер называл старшим братом будущего султана Савджи.
Не осталось данных о детстве Баязида. Первые записи, в которых фигурирует имя этого сына Мурада, относятся, вероятно, к 1372 году. В реестрах дворцовых конюшен за 1372 год зафиксировано, что Мурад брал трёх лошадей — одну для себя и двух для Баязида и Якуба — для поездки в Кюстендил. Вероятно, именно тогда оба сына Мурада вступили в брак с дочерьми князя Константина Деяновича. Ещё одно упоминание Баязида тоже относится к 1372/73 году. Оно связано с мятежом Савджи. В мае 1373 года старший брат Баязида Савджи выступил против Мурада.
|                                                                     |
| Ослепление Савджи. Гравюра из немецкого издания «Истории» Поля Рико |

Савджи-бей объявил себя султаном и заключил союз с наследником византийского престола Андроником, а в 1376 году мятежные принцы взяли Константинополь и сместили императора Иоанна V. 25 мая 1373 года, согласно византийским источникам, оба мятежных наследника были побеждены Мурадом в бою. Савджи бежал в Диметоку, где был окружён и 7 сентября пленён отцом. Известно, что Савджи был ослеплён, а затем умер. Часть источников пишет о его смерти вследствие ослепления, часть — о казни. Тело несчастного было доставлено в Бурсу для захоронения. Наказание Савджи было первым из длинной серии подобных случаев, в которой принцы, опасные для наследника, ещё при жизни отца убирались им с дороги. Казнь брата облегчила для Баязида путь к трону.
В XVI веке Нишанджи Феридуном Ахмет-беем была обнаружена переписка Баязида и Мурада, хранившаяся в султанской канцелярии. Феридун-бей включил её в знаменитый сборник документов султанов Муншаат ус-Салатин («Письма султанов»). В письме к Баязиду султан просил его охарактеризовать братьев. В ответном письме написано, что Якуб был тихим и спокойным, но Савджи под влиянием своего окружения может поступить неправильно. Далее, в следующем письме, Мурад просил Баязида понаблюдать за перемещениями брата. Проанализировав переписку, историки предположили что Мурад решил избавиться от Савджи ещё до мятежа.
В османских хрониках Баязид был впервые упомянут в связи с его браком в 1381 году с дочерью эмира Сулеймана Гермияногуллары. Этот брак был политическим: владения Сулеймана находились в западной Анатолии на побережье Эгейского моря, и по брачному договору часть земель эмирата Мурад получил в качестве приданого. Примерно в то же время сестра Баязида Нефисе Мелек-хатун была выдана султаном замуж за Алаэддина, бея Карамана. Таким образом Мурад I закреплял свои права на Анатолию.
Вскоре после свадьбы Мурад назначил Баязида санджакбеем Кютахьи в центре первоначальных османских владений в Анатолии. Основной задачей Баязида было обеспечение безопасности восточных границ государства во время пребывания Мурада в Румелии. Баязид принимал активное участие в кампаниях отца, в основном в Азии. Из-за территориальных претензий Алаэддина Караманоглу в 1385/1386 году Мурад был вынужден вернуться с армией в Анатолию. По мере того, как османы расширяли свои владения на Балканах, Алаэддин-бей присоединял земли в Малой Азии. Особенно он был недоволен тем, что непосредственные соседи Караманидов Хамидиды ускользнули из его рук, продав свой бейлик Мураду. Момент для выступления показался караманскому бею подходящим ввиду недавней междоусобицы в государстве османов и концентрации их военных сил на Балканах. Алаэддин захватил Кара-Агак, Ялвадж и Бейшехир. Мурад и Баязид, однако, сумели быстро подготовить армию к походу против караманского бея, и османские войска подошли к Конье, столице Караманидов. Именно за быстроту перемещения войск и скорость маневрирования в этой кампании Баязид, тогда ещё сын султана, заработал прозвище «Молниеносный». Алаэддин предложил мир, но Мурад отверг предложение зятя и разбил его в сражении у Коньи. Мирное соглашение было заключено лишь из-за настойчивых просьб дочери Мурада, молившей пощадить её мужа.

### Смерть отца (1389)
Отец Баязида Мурад I большую часть времени проводил в Румелии, покоряя балканские государства. Его войска заняли Эпир и Албанию, в 1385/1386 году взяли Софию и Ниш. Лазарь Хребелянович и Твртко предприняли последнее усилие, чтобы противостоять экспансии османов. Им удалось победить при Плочнике в 1388 году, а Влатко Вукович разбил Лала Шахина-пашу при Билече. Однако уже в 1389 году Мурад с сыновьями Баязидом и Якубом выступил против сербов и их союзников.
15 июня 1389 года в битве на Косовом поле Баязид командовал правым крылом османской армии. Во время этой битвы Мурад погиб, и подробности его смерти неизвестны. По распространённой легенде султана убил сербский рыцарь, который либо обманом попал в шатёр Мурада перед битвой, либо спрятался среди тел погибших после битвы, когда Мурад обходил поле боя. После смерти отца Баязид взял на себя командование, и сербы с союзниками были разбиты. Князь Лазарь Хребелянович погиб, как и Мурад, и подробности его смерти также неизвестны. Х. Иналджик полагал, что Лазарь был взят в плен и затем казнён. Прямо на поле битвы Баязид был провозглашён султаном. По словам С. Шоу, Баязида, мать которого была гречанкой, хотели видеть в качестве нового султана христианские вассалы османов, в то время как его старший брат Якуб имел популярность среди турок. Существует версия, базирующаяся на рассказах ранних османских историков, о том, что, опасаясь конфликта из-за престолонаследования и желая избежать гражданской войны, Баязид первым делом после обретения власти приказал задушить своего брата. Как писал Шараф-хан Бидлиси, Баязид «из государей рода Усмана первым покусился на жизнь брата». Историк Х. Иналджик считал, что этим рассказам можно верить. Таким образом, Баязид ввёл в практику братоубийство, которое прочно укоренилось в истории османской династии. Считалось, что убийство предпочтительнее возможных конфликтов между братьями.
После Косовской битвы Баязид заключил союз со Стефаном Лазаревичем, сыном и наследником Лазаря. Сербия становилась вассалом Османской империи. Стефан в обмен на сохранение привилегий его отца обязался платить дань с серебра, добываемого на горе Рудник, и предоставлять османам сербские войска по первому требованию султана. Стефан стал верным вассалом Баязида и участвовал в его кампаниях. Сестра Стефана и дочь Лазаря, Оливера, была отдана в жёны Баязиду. Лишь Вук Бранкович, правитель одного из сербских княжеств, сопротивлялся османам, которые пытались захватить рудники в его регионе. В итоге Паше Йигит-бею удалось купить Скопье в 1391 году.

### Завоевания в Анатолии после смерти Мурада (1389—1394)
Узнав, что Мурад убит в Косово (1389), правители бейликов решили воспользоваться этим и попытались вернуть контроль над своими территориями. Караманид Алаэддин-бей заключил мир с Ментеше и Кади Бурханеддином, захватил Бейшехир, продвинулся до Эскишехира и призвал правителей в западной Анатолии сражаться против Баязида I. Якуб Гермияноглу восстановил правление на наследственных землях, Кади Бурханеддин захватил Кыршехир.

Бейлики Малой Азии. 1381

Бейлики Малой Азии. 1390

Бейлики Малой Азии. 1399

Однако зимой 1389—1390 годов Баязид перебросил войска в Анатолию. В армии главы османов были отряды Сулеймана Джандароглу из Кастамону и Мануила, сына византийского императора. Султан провёл стремительную кампанию, покорив Айдын, Сарухан, Гермиян, Ментеше и Хамид. Мануил, таким образом, участвовал в захвате Алашехира (Филадельфии), последнего византийского анклава в Анатолии. Затем Баязид пошёл на Караман. Алаэддин был разбит им и осаждён в Конье, однако султан был вынужден снять осаду из-за измены бывшего союзника Баязида Сулеймана-бея Джандароглу, который заключил соглашение с Кади Бурханеддином Ахмедом. Это создало опасность османскому государству на севере Анатолии. Кроме того, сестра Баязида и жена Алаэддина просила брата о милости к мужу. В итоге Баязид опять заключил мир с Алаэддином в 1391 году.

В 1391/1392 году Баязид напал на Сулеймана, в поддержку которого выступил Бурханеддин. Согласно докладу венецианского агента от 6 апреля 1392 года, вассал султана Мануил Палеолог присоединился к морской экспедиции османов против Джандаридов. Итогом этой экспедиции стали гибель Сулеймана и аннексия османами территории бейлика (за исключением Синопа). Затем, несмотря на протесты и угрозы Бурханеддина, Баязид оккупировал Османджик. В ответ Бурханеддин напал на армию Баязида около Чорумлу, заставил его отступить и продвинулся до Анкары и Сиврихисара. Эмир Амасьи Ахмед бин Шадгелды, будучи не в состоянии противостоять войскам Кади Бурханеддина, обратился за помощью к Баязиду и передал крепость османам (794/1392). Немецкий путешественник Иоганн Шильтбергер, служивший как пленник в свите Баязида, описал это так:
Баязит тогда послал к нему на помощь своего сына Могаммеда с тридцатьютысячным войском, которое изгнало короля Бурхан-Эддина из края, доставшегося Могаммеду за то, что он так удачно совершил первый свой поход. В свою очередь, Мир-Ахмед получил приличное вознаграждение в другой стране.
Во власти Баязида теперь находилась большая часть Анатолии: большинство правителей в регионе, включая правителя Амасьи, теперь подчинились султану, лишь Кади Бурханеддина он не мог покорить.
Вместо того, чтобы объединиться против Баязида, Алаэддин-бей и Кади Бурханеддин соперничали и делили территории между собой, ещё более ослабляя этим друг друга. Примерно около 1394 года правители бейликов получили письма от Тамерлана с настоятельным предложением подчиниться ему. Зять Баязида Алаэддин-бей воспользовался возможностью и согласился стать вассалом и союзником среднеазиатского правителя.
Захватив эгейские эмираты (Айдын, Сарухан, Ментеше), Баязид вышел к берегам Эгейского моря, а аннексия бейлика Джандаридов дала выход к Чёрному морю. Тем самым османы получили обустроенные порты. Зарождавшийся османский флот опустошил остров Хиос, стал совершать набеги на побережье Аттики и пытался организовать торговую блокаду других островов в Эгейском море.

### Балканы (1390—1395). Завоевание Болгарии
С 1390 года Баязид регулярно предпринимал набеги на юг Венгрии и окрестные территории, так что в Центральной Европе рост Османской империи стали воспринимать как серьёзную угрозу. Отношения султана с королём Венгрии сильно ухудшились, и Сигизмунд стал главным врагом османов.
Османы и венгры столкнулись в 1392 году, когда войска Сигизмунда пересекли Дунай, естественную границу между противниками, однако дальнейшего развития конфликт не получил, поскольку проблемы в Анатолии вынудили Баязида покинуть Румелию. Укрепив к 1393 году свою власть в азиатской части империи, Баязид смог наконец сосредоточить свою армию на Балканах. В 1393 году его войска овладели тогдашней столицей Болгарии, городом Тырново, а царя Иоанна-Шишмана Баязид отправил санджакбеем в крепость Никопол на Дунае. Обеспокоенный победами Баязида вблизи южных границ Венгрии, король Сигизмунд стремился укрепить своё влияние в небольших государствах на османо-венгерской границе (северной Сербии, части Боснии и румынских княжествах Валахии и Молдове), создав тем самым барьер на пути османских захватчиков.
В 1393 году Иоанн-Шишман, воодушевлённый Сигизмундом, восстал против зависимости от турок. В это время султан находился в Анатолии, но он не позволил восстанию распространяться. Османская армия захватила Тырново 17 июля 1393 года, Шишман был взят в плен в Никополе и казнён два года спустя в 1395 году. Болгария стала первой провинцией (или пашалыком) Османской империи в Европе. Болгары перестали быть вассалами султана и стали его подданными. Только в Видине на границе с Венгрией пока ещё правил болгарский князь Иван Срацимир, которому было позволено остаться османским вассалом. В 1394 году турки вторглись в Валахию и заменили провенгерского правителя Мирчу своим вассалом Владом, вскоре смещённым венграми.
Мирча Старый, правитель Валахии, тоже восстал при поддержке Сигизмунда. При Ровине 17 мая 1395 года состоялось решающее сражение. На османской стороне сражались сербские князья Стефан Лазаревич, Константин Драгаш и Марко Мрнявчевич. Двое последних в этой битве погибли. Несмотря на то, что Мирча победил, политическим последствием битвы стало то, что Валахия приняла статус вассала султана.

### Осада Константинополя
Занятость султана в Анатолии придала смелости христианским соперникам османов. Византийцы, недавно принуждённые стать вассалами и сражаться на стороне Баязида, не теряли надежд на помощь от западных христианских государств для отражения османского вторжения. Когда император Иоанн стал восстанавливать стены Константинополя и воздвигать оборонительные башни, Баязид потребовал снести укрепления, угрожая в противном случае ослепить Мануила. Незадолго до своей смерти Иоанн был вынужден подчиниться требованиям султана.
После смерти отца в 1391 году Мануил смог бежать от Баязида и взошёл на византийский престол. Вскоре султан потребовал у императора увеличить размер дани, продлить вассальную зависимость и учредить в Константинополе должность судьи (кади) для нужд мусульманского населения. Для подкрепления этих требований Баязид привёл к стенам города османскую армию. В 1393 году на восточном берегу Босфора османы начали возводить крепость Анадолухисар. После семимесячной осады Мануилу пришлось принять требования султана, но к этому моменту условия стали более жёсткими. Помимо создания в Константинополе исламского суда, в городе был размещён шеститысячный османский гарнизон, а для мусульманских поселенцев был выделен целый квартал города. Как писал об этом Шараф-хан Бидлиси:
Год 797 (1394—1395): Император Константинополя изъявил покорность султану Байазид-хану и обязался ежегодно выплачивать султанскому дивану 10 тысяч золотых. В одном из константинопольских кварталов, известном как [квартал] Исламийе, был назначен мусульманский кази и [было решено] построить соборную мечеть и минарет, дабы призывать [мусульман] к молитве.

### Крестовый поход Сигизмунда (1396)

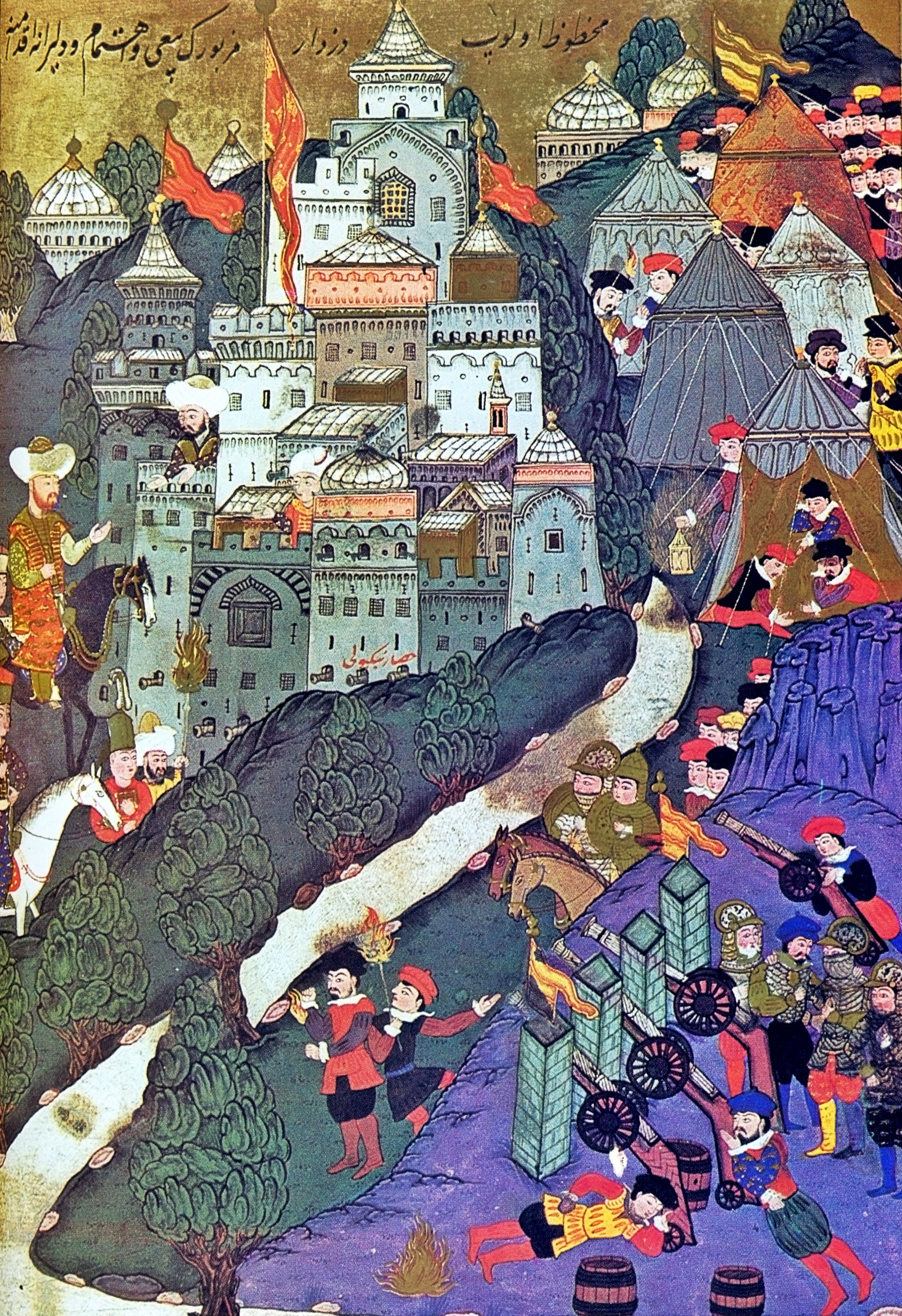
Битва при Никополе. Хюнернаме, H. 1523, 108b

В 1394 году войско Баязида вторглось в Грецию, захватив важные опорные пункты в Фессалии и Морее. При этом по обычаю, заведённому Мурадом I, покорённые территории заселялись османами. Король Сигизмунд, в свою очередь, летом 1395 года отправился в Валахию и восстановил своего протеже Мирчу, положение которого, однако, было шатким.
В 1396 году около 30—35 тысяч крестоносцев в начале лета собрались в Буде. Во главе крупной армии крестоносцев стоял Сигизмунд. Многие присоединились к венгерскому королю, чтобы избавить Европу от османской угрозы. Среди них были рыцари из Франции, Англии, Шотландии, Фландрии, Ломбардии, Германии, а также авантюристы из Польши, Италии, Испании и Богемии. Сначала они направились к Нишу и захватили его, как и несколько других болгарских городов. Затем они достигли Никопола и осадили его. Баязид в это время был готов к новому походу на Константинополь, но ему пришлось изменить планы.
Не встретив до Никопола серьёзного сопротивления, многие рыцари стали воспринимать поход как прогулку, не веря в то, что турки могут быть опасным противником. Однако Никопол был хорошо укреплён, крестоносцам не хватало осадной артиллерии, и они увязли в осаде. Через шестнадцать дней после начала осады к стенам города подошло крупное войско Баязида. По разным источникам, его размер был от 40—45 до 200 тысяч человек. К Баязиду присоединилось и сербское войско Стефана Лазаревича. В последовавшем сражении 25 сентября османское войско полностью разгромило армию крестоносцев. Причиной поражения Сигизмунда стала, в частности, преждевременная атака французского авангарда. Кроме того, Стефан Лазаревич с 15 тысячами сербов в конце битвы атаковал венгров, уже ослабленных напором анатолийской лёгкой кавалерии, и довершил разгром. Король Сигизмунд бежал, а в плену оказалось много крестоносцев (британский учёный лорд Кинросс писал о 10 тысячах пленных). По приказу Баязида большинство из них было казнено, поскольку султан решил отомстить за большое число павших в бою турок. Самые знатные рыцари были переданы французскому королю Карлу VI за выкуп в 200 тысяч золотых дукатов. Затем по повелению Баязида каждый из турок должен был убить своих пленников. «Кровопролития эти продолжались с утра до вечера», пока советники не уговорили султана остановиться. Тогда оставшихся на тот момент в живых пленников Баязид разрешил пощадить. По словам попавшего в плен при Никополе немецкого путешественника Иоганна Шильтбергера, пощадили и пленных младше 20 лет. Как писал путешественник, «считали, что в этот день было убито до десяти тысяч человек». В живых осталось 300 пленников.
Отпуская выкупленных рыцарей, Баязид издевательски и презрительно предложил им вернуться и ещё раз рискнуть сразиться с его войском.

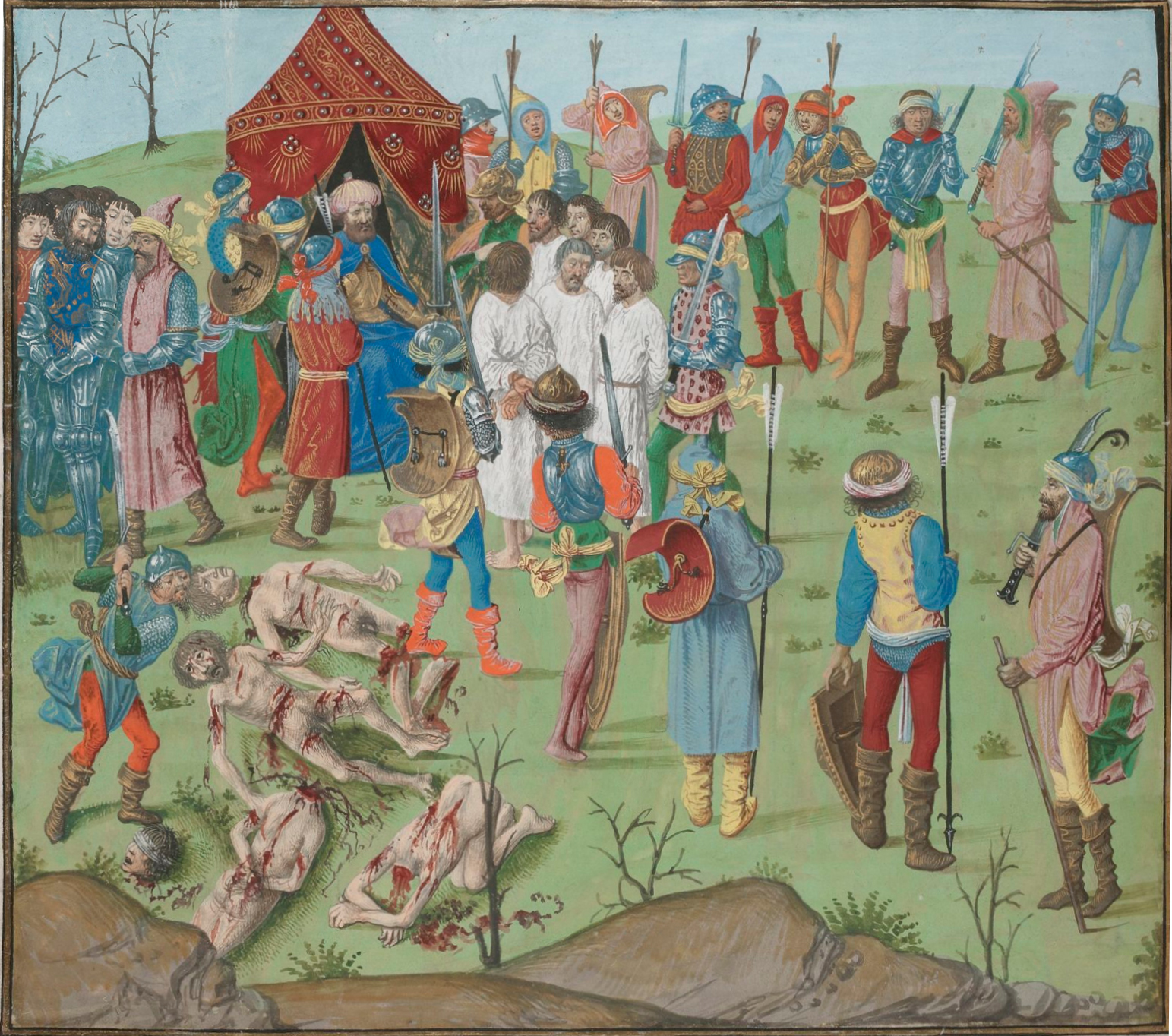
1400, Хроники Фруассара, Fr.2646, f. 255v.
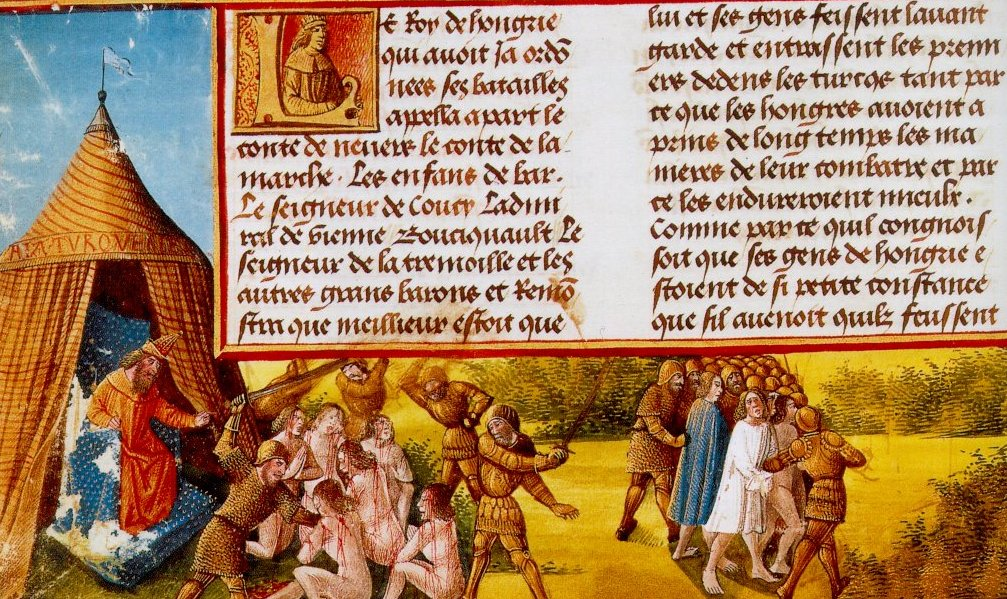
1475, Заморские походыСебастьен Маремо, f. 263v.

### Вторая осада Константинополя
После поражения крестоносцев султан присоединил владения их союзника, видинского царя Ивана Срацимира, тем самым объединив под своей властью все болгарские земли. Разбив христианское войско, Баязид вернулся к Константинополю. Попытка Баязида захватить город не удалась, но блокада города продолжалась. Вторая осада продолжалась восемь лет, и император Мануил II безрезультатно искал помощи у европейских правителей. Жители города бежали и сдавались османам, казна была пуста и, как казалось, падение города было близким. Лишь вторжение Тамерлана спасло Византию в этот раз от краха.

### Покорение Карамана (1397/98)

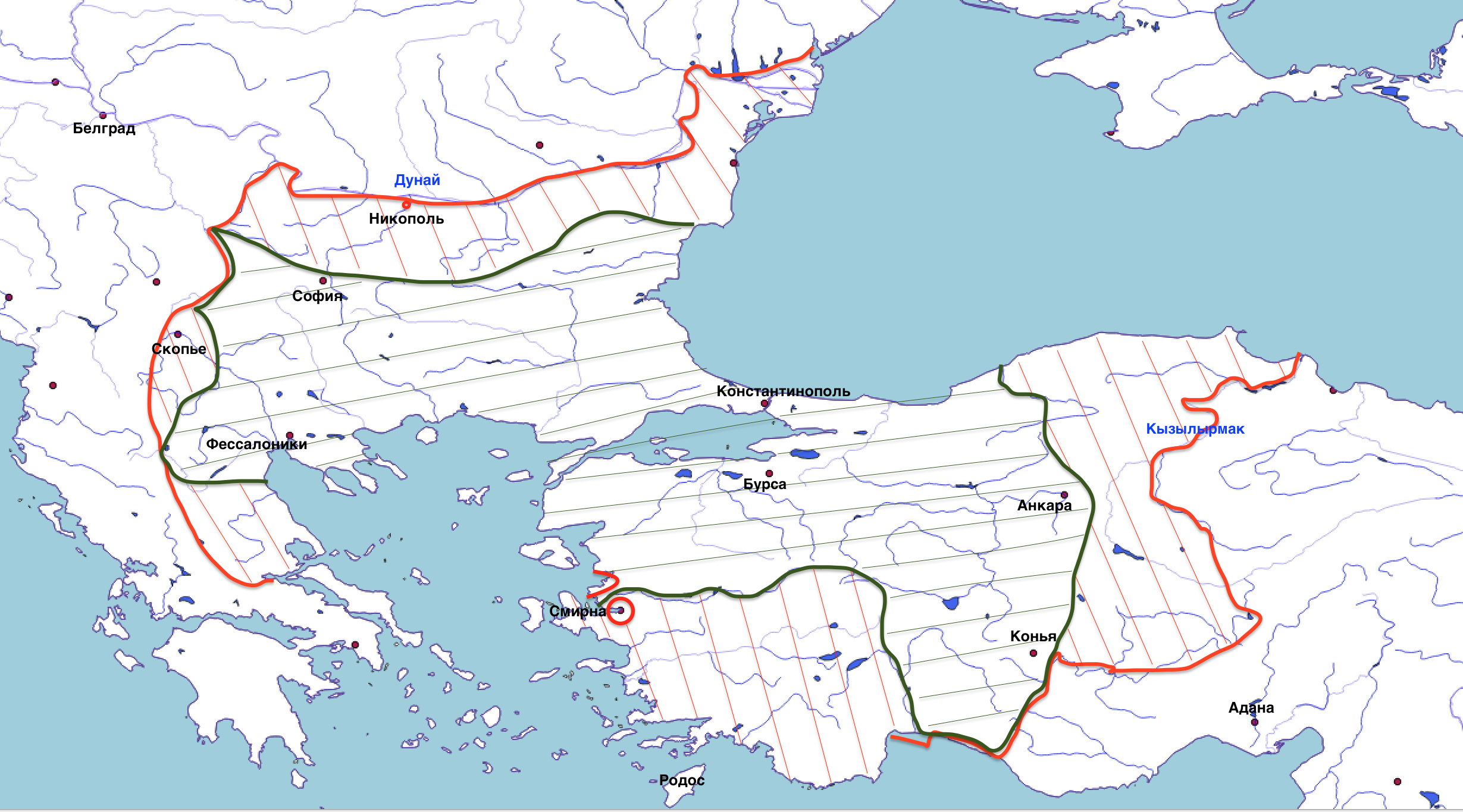
Увеличение территории Османской империи при Баязиде (до битвы при Анкаре)

Во время битвы при Никополе Алаэддин-бей нарушил соглашение с Баязидом, атаковал Анкару и посадил в тюрьму Сари Темирташ-пашу, вали города. В битве при Никополе в плен к Баязиду попал немецкий путешественник Иоганн Шильтбергер, который стал служить непосредственно султану, попав в его свиту. В качестве свидетеля он оставил описание последующих событий. По его словам, Баязид выступил против непокорного родственника с 15-тысячным войском в то время, как у Алаэддина было 70 тысяч. Узнав о приближении Баязида, его зять освободил Темирташ-пашу и отправил его с послом, дарами и мирными предложениями к султану. Однако Баязид отказался говорить о мире. Армии встретились недалеко от Коньи и вступили в бой. Несмотря на численный перевес, Баязид в двухдневной битве не смог одолеть зятя. Будучи почти окружён, Алаэддин укрылся в цитадели города. Султан договорился с жителями города, и после 11 дней осады они открыли ворота в обмен на сохранение жизни и имущества и выдали своего правителя. По словам Иоганна Шильтбергера, Баязид рассердился на слова пленённого Алаэддина, считавшего себя таким же султаном, как и Баязид. Султан гневно воскликнул: «Не освободят ли меня от Карамана?» Тогда кто-то отвёл Алаэддина в сторону и обезглавил. Шильтбергер писал, что Баязид не ожидал такого и был огорчён. Востоковед Юрий Петросян полагал, что путешественник ошибался и что Алаэддин был казнён по приказу Баязида. Немец относил покорение Карамана к 1397/1398 году. После казни Алаэддина и покорения Коньи Баязид направился к Ларенде, в которой находились сыновья Алаэддина и их мать. Вдова Алаэддина вышла из города к своему брату, ведя сыновей. Баязид, «видя сестру с сыновьями, вышел из своей палатки им навстречу; они тогда бросились к его стопам, целовали ему ноги, прося пощады, и передали ему ключи замка и города. Король тогда велел стоявшим возле него сановникам поднять их, овладел городом и поставил туда начальником одного из своих приближённых. Сестру же с её сыновьями он отправил в столичный свой город Бруссу».
Земли Караманидов Баязид отдал своему сыну Мустафе.

### Присоединение государства Кади Бурханеддина (1398)
Кади Бурханеддин был могущественным соперником Баязида в Анатолии. В 1398 году он погиб. Османский летописец Саадеддин-эфенди сообщал, что в горах Харпут, где Кади скрылся от Баязида I, Кара Юлук Осман пленил его. Кара-Осман осадил Сивас и требовал у Зейнела, сына Бурханеддина, сдать город. После полученного отказа он публично казнил пленённого Бурханеддина. Зейнел обратился за помощью к Баязиду, который послал к нему своего старшего сына Мехмеда с 40-тысячным войском. Таким образом, земли государства Бурханеддина перешли к Баязиду. Как пишет Шильтбергер, «в этом походе и я участвовал». Согласно Шильтбергеру и Ибн Арабшаху, Бурханеддин был казнён в месяце зу-ль-када исламского календаря, то есть в июле — августе 1398 года. Однако в источниках приводятся и другие даты.
Управление покорёнными бейликами султан доверил санджакбеям и сам не вникал в местные дела, находясь большую часть времени в Европе. При Мураде I присоединённые к его государству земли и народы ассимилировались, но при Баязиде на захваченных территориях с приходом власти османов практически ничего не менялось. За редким исключением эти территории были лишь оккупированы.

### Отношения с Тамерланом (1395—1402)
Первый контакт двух правителей произошёл ещё в начале марта 1395 года, когда перед походом против Тохтамыша Тамерлан написал первое письмо Баязиду. Возвеличивая османского султана согласно восточному этикету, Тамерлан называл его «великий эмир, Божий меч против его врагов, посланный Богом, чтобы отстаивать интересы мусульман и защищать границы ислама». В письме упоминается, что перед тем сын Тамерлана Миран-шах отправлял к Баязиду посланника с предложениями дружбы. Этим письмом Тамерлан старался склонить Баязида к совместному походу против Тохтамыша. Османам по этому плану следовало наступать с Балкан, тогда как сам Тамерлан наступал бы со стороны Кавказа. Кроме того, Тамерлан просил не предоставлять убежища двум его врагам — Ахмеду Джалаиру и Кара Юсуфу. Баязид ответил резко и грубо. Второе и третье письма османского султана были более сдержанными.
Баязид не присоединился к походу, однако известно, что некоторые его войска через некоторое время столкнулись с войсками Тохтамыша. Бадр ад-Дин ал-Айни (1360—1451), описывая события 801 года Хиджры (с 13 сентября 1398 года по 3 ноября 1399 года), писал: «…в этом году поступила новость, что Токтамыш хан, повелитель страны степей (Кыпчак) и Сарая, сразился с некоторыми войсками сына Османов (Баязида), при этом с обеих сторон были потери».
Всего известно о четырёх письмах Тамерлана и четырёх ответах Баязида. Последний обмен письмами произошёл перед походом Тамерлана, закончившимся Ангорской битвой.

### Битва при Анкаре
После завоевания Сиваса Сулейман, сын Баязида, напал на земли находившегося под защитой Тамерлана Кара Юсуфа, правителя Кара-Коюнлу. Сам Кара Юсуф был взят в плен. Тамерлан был возмущён таким поведением Баязида. Его послы прибыли ко двору султана с требованием подчиниться и отпустить пленника.  Баязид, явно недооценив своего соперника, ответил письмом с оскорблением.

При дворе Тамерлана, сюзерена всех тюркских правителей Анатолии, нашли приют правители покорённых османами малых бейликов. Вскоре огромная армия Тамерлана вторглась в Малую Азию. Сулейман Челеби, после смерти старшего брата Эртогрула управлявший недавно захваченными бейликами (Айдын, Кареси и Сарухан), не имел крупного войска. Он отправился за помощью в Европу к отцу. Тамерлан взял крепость Сивас, но не стал продвигаться вглубь Анатолии, а отправился на завоевание Алеппо, Дамаска и Багдада. Осенью 1401 года армия Тамерлана вернулась к границам Малой Азии и осталась там на зимовку. За время отсутствия Тамерлана Баязид даже не попытался вернуть плохо защищённый Сивас. Только летом 1402 года, когда Тамерлан уже начал наступление, султан снял осаду с Константинополя и перебросил войска в Азию. Тамерлан написал письмо предводителям татар, находившихся в войске Баязида, предлагая переметнуться: «…открыто пока будьте на стороне сына Османа, а тайно будьте с нами. Когда же мы встретимся, вы отделитесь от них и присоединитесь к нашим войскам».

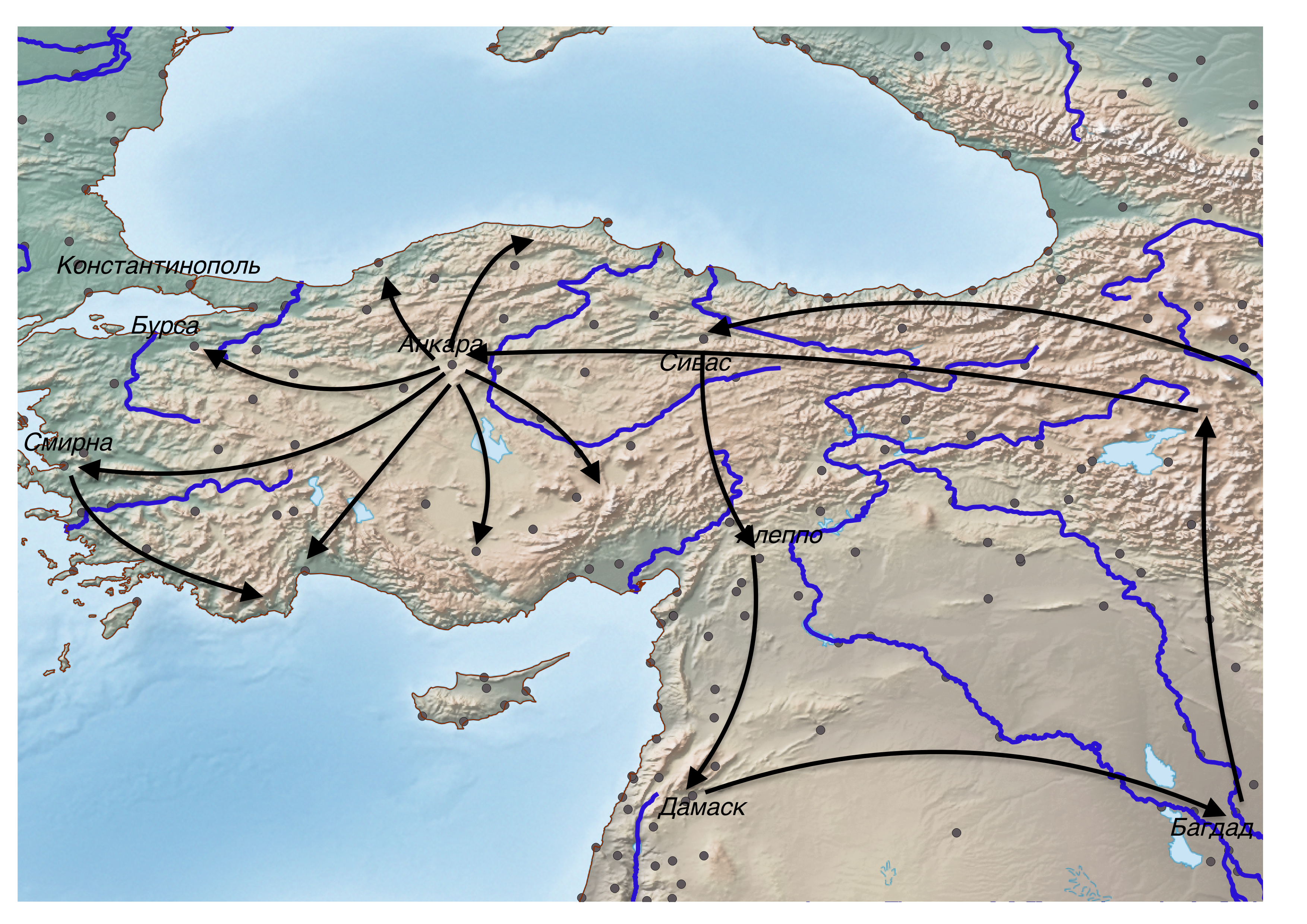
Поход Тамерлана в Анатолию

Армия Баязида насчитывала от ста двадцати до ста шестидесяти тысяч воинов, армия Тамерлана была многочисленнее. Привычно высокая дисциплина османского войска значительно упала — многонациональная армия (четверть войска Баязида составляли татары, в войске было множество христиан, в том числе сербское войско князя Стефана) была изнурена стоявшей в то лето жарой и долгим переходом, сказалась и задержка жалования. Баязид со свойственным ему упрямством, переоценивая свои силы, намеревался сразиться с Тамерланом в лобовом столкновении, хотя его полководцы призывали укрыться в горах, чтобы дать солдатам отдохнуть и выбрать приемлемую позицию для обороны от превосходящих сил противника.

Опытный и расчётливый полководец Тамерлан занял для битвы выгодную позицию и стал уничтожать водные источники на пути следования османской армии. Османские воины начали тысячами умирать от жажды и переутомления. Тамерлан, искусно расположив свои силы, отрезал измученное войско Баязида от крепости, которая должна была послужить основой османской обороны. 20 или 28 июля 1402 года обе армии сошлись в битве под Анкарой. По словам Шарафаддина Язди, «Баязид встал в куле, а трёх сыновей — Мусу, Ису и Мустафу — поставил позади себя. Мухаммад Челеби, старший из сыновей, встал во главе военачальников Рума». Татары из войска Баязида сразу дезертировали и перешли на сторону Тамерлана. Потеря почти четверти  войска предрешила участь османов. Во время сражения анатолийские всадники из войска Баязида увидели своих беев в рядах Тамерлана и также массово перешли к ним. В ожесточённом бою османское войско было разбито. Баязид пытался бежать, но был взят в плен и доставлен к Тамерлану. Историки описывали их первую встречу так:
Когда Тимур увидел Баязета, то засмеялся. Баязет, оскорблённый этим смехом, заметил Тимуру, что неприлично смеяться над несчастием; на что Тимур отетил: «Видно, судьба невысоко ценит власть и обладание обширными царствами, когда раздаёт их калекам, тебе — кривому, и мне — хромому».

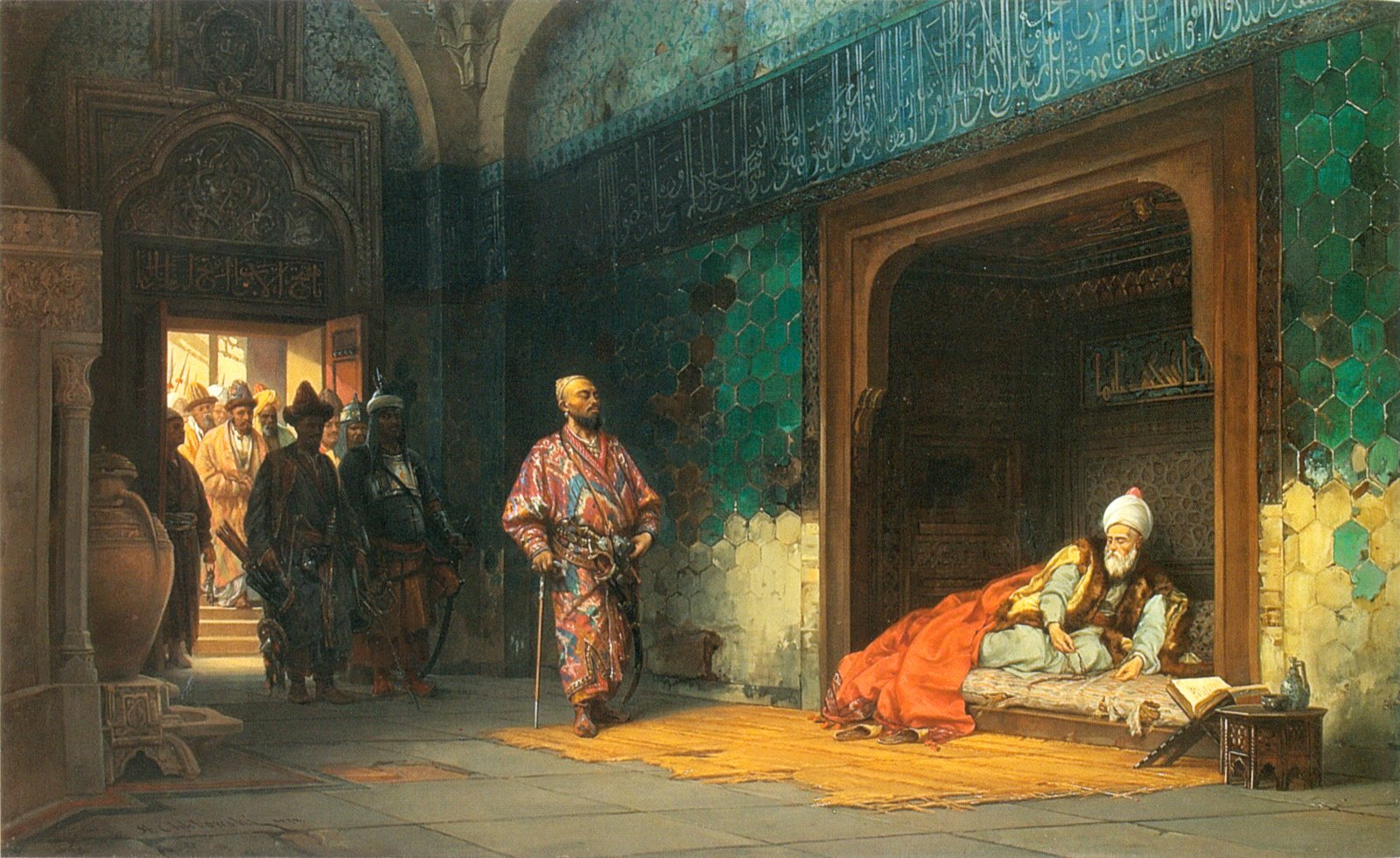
Станислав Хлебовский. «Пленение Баязида Тамерланом», 1878 год

Османские земли Анатолии подверглись страшному опустошению. Города были сожжены, а жители убиты или угнаны в Самарканд.

### Смерть и захоронение
Шарафаддин писал, что «в четверг четырнадцатого шаабана восемьсот пятого года поступило сведение, что Йилдырым Баязид скончался от задержки дыхания и кровяного давления», Шараф-хан Бидлиси указывает ту же дату, а причиной смерти — «удушье и воспаление горла». Таким образом, Баязид умер 17 марта 1403 года. Однако встречаются утверждения, что он умер 8 марта или 9 марта. Большинство историков (Ибн Арабшах, Шукруллах, Энвери, Караманлы Мехмед-паша, Идрис Бидлиси, Хаммер, Г. А. Гиббонс) придерживались мнения о естественных причинах смерти Баязида и указывали, что Тамерлан планировал освободить султана. Так, Шарафаддин Язди писал: «Воля государева была такова, что после окончательного завоевания страны Рума хотел снова вернуть её Йилдырым Баязиду и посадить его на трон и вернуться».
Тело Баязида было временно захоронено в гробнице Сейида Махмуда Хайрани в Акшехире. Перед своим возвращением в Самарканд Тамерлан разрешил Мусе Челеби забрать тело его отца и увезти его с собой в Бурсу. По одной версии Муса Челеби захоронил тело отца рядом с мечетью Йылдырым. По другой версии Муса Челеби доставил мумифицированное тело отца Гермияноглу Якупу-бею в Кютахью, а в 1404 году Мехмед Челеби перевез его в Бурсу. В 1414 году Мехмет-бей Караманид, воспользовавшись тем, что Мехмед I находился в Румелии, напал на земли османов. Он мотивировал это желанием отомстить за казнь отца, казненного Баязидом. Захватив после 34 дней осады Бурсу, Мехмед Караманид выбросил из захоронения останки Баязида и сжег их.

## Личность
По утверждению британского учёного, лорда Кинросса, Баязид отличался торопливостью, импульсивностью, непредсказуемостью и неосмотрительностью. Его мало заботили государственные дела, которые он возлагал на своих наместников. Как писал Кинросс, между походами Баязид предавался наслаждениям: обжорству, пьянству и разврату. Двор султана славился своей роскошью и был сравним с византийским двором в период его расцвета.
При этом султан был талантливым полководцем. За все 13 лет своего правления Баязид потерпел лишь одно поражение, ставшее для него фатальным. Несмотря на свои пороки, Баязид был религиозным человеком и долгое время проводил в личной мечети Бурсы и держал в своём окружении исламских богословов.

## Итоги правления
Баязиду удалось расширить территорию своей империи до Дуная и Евфрата. Однако политика султана привела его к унизительному поражению при Анкаре и к краху его государства. Османская империя уменьшилась в Азии до размеров бейлика времён Орхана, но и эта территория была поделена Тамерланом между двумя сыновьями Баязида. Малые бейлики вновь получили независимость благодаря Тамерлану, желавшему в последние годы своей жизни покорить Китай, а потому не завершившему разгром османов. Победа при Анкаре положила начало периоду османского междуцарствия, продолжавшегося 10 лет.

## Баязид в легендах
В Европе были популярны легенды о мучениях Баязида в плену. Его якобы заковали в цепи, и он был вынужден смотреть, как его любимая жена Оливера прислуживала Тамерлану за обедом. По легендам, Тамерлан во время разорения османского государства повсюду возил за собой Баязида в зарешечённом паланкине или клетке, подвергая всяческим унижениям, использовал его как подставку под ноги, а за обедом бывшего султана помещали под стол и кидали ему кости.
О смерти Баязида тоже существовали разные версии. Одна из них говорила о самоубийстве Баязида. Якобы султан разбил голову о прутья клетки или принял яд. Версия продвигалась османскими историками: Лютфи-пашой, Ашик-паша-заде. Ещё одна версия гласила, что султан был отравлен по приказу Тамерлана. Отравление Баязида по приказу Тамерлана считается маловероятным, поскольку имеются сведения, что тюркский правитель вверил заботу о больном Баязиде своим личным лекарям.
В описаниях современников и свидетелей событий нет упоминаний ни о клетке, ни об унижениях. Иоганн Шильтбергер ничего не писал о клетке, решётках или насильственной смерти. Ничего не пишет о клетке или отравлении и другой современник, Жан Бусико, побывавший в плену Баязида после Никопола. Клавихо, приезжавший к Тамерлану в 1404 году в составе посольства и посетивший на обратном пути Константинополь, также не упоминает о клетке. Равно молчат о клетке и все греческие источники первого десятилетия XV века. Шарафаддин Язди (?-1454) в Зафар-наме писал, что с Баязидом обращались уважительно, по его просьбе нашли его сына среди пленников и привели к отцу. По поводу жены Баязида Шарафаддин писал, что её с дочерьми Тамерлан отправил к мужу. Якобы Оливера стала мусульманкой под влиянием Тамерлана.
Первые упоминания о не совсем уважительном отношении к Баязиду появляются у Ибн Арабшаха (1389—1450) и Константина из Островицы. Ибн Арабшах писал, что «сердце Баязида разбилось на куски», когда он увидел, что его жёны и наложницы (а не одна жена) прислуживают на пиру. Из греческих хронистов единственный, упоминающий клетку — Сфрандзи, который, по словам Й. Хаммера, почти всегда ошибается, когда дело касается фактов восточной истории.
О пленении султана Ибн Арабшах писал:

«Ибн Усман стал добычей и заперли его, как птицу в клетке».

Однако это всего лишь «цветистый стиль», свойственный восточным авторам, а не реальная клетка. По словам историка литературы Г. Гибба, «цветистая элегантность стиля затронула и историографию. Большая часть авторов Тамерлановой эпохи поддалась её влиянию». Кроме того, по словам Й. Хаммера, у Ибн Арабшаха «нет никакой цели, кроме лжи» на Тамерлана. Историк питал к завоевателю неприязнь и всячески очернял его. Константин из Островицы не писал ни о клетке, ни об обнажении жены султана, а лишь о самоубийстве Баязида. В рассказе Константина, как и у Ибн Арабшаха, султана так поразило то, что его жена разносила вино на пиру, что он отравился ядом из перстня.
Османский историк Мехмед Нешри (1450—1520) описывает пребывание Баязида в плену и дважды упоминает клетку. По его словам, Тамерлан спросил Баязида, чтобы тот сделал, если бы пленил его. «Посадил бы в железную клетку», — ответил Баязид. На что Тамерлан ответил: «Это плохой ответ». Он велел изготовить клетку и посадить в неё самого султана. В другом месте Нешри пишет, что Тамерлан заказал носилки, как кафес. Их возили между двумя лошадьми перед Тамерланом, а на остановках ставили перед его шатром. О носилках, на которых перемещался в плену Баязид, упоминал и Ашикпашазаде, получивший сведения от телохранителя султана. Как резюмировал Й. Хаммер, говоря о словах Нешри:

«Очевидно, что в этом неверно истолкованном отрывке мы должны признать примитивное происхождение всей сказки, которая, увеличиваясь со временем в размерах, в конечном итоге заняла свое место в истории. <…> Ни один турецкий историк, достойный того, чтобы с ним считаться, не говорит [о клетке]».

Самая популярная легенда о встрече правителей гласит, что Тамерлан сказал:

«Мы с вами должны особенно благодарить Бога за силу, которую Он нам дал. Потому, что он дал её хромому, как я, и паралитику, как вы: мне, хромому, он отдал земли от Сиваса до границ Индии; а вам — земли от Сиваса до Венгрии. Очевидно, что дар мира ничто по воле Бога, потому что в противном случае, вместо того, чтобы одарить двух больных людей, таких как мы, он мог бы выбрать какое-то существо со здоровыми и сильными членами».
Полный набор составляющих легенды впервые, возможно, встречается в составленном в 1450—1460 годах (опубликованном в 1509 году) труде папы Пия II Asiae Europaeque elegantissima descriptio: Баязида содержат в клетке, кормят отбросами под столом, Тамерлан использует Баязида как подставку, садясь на коня. Дальнейшее развитие можно найти у более поздних авторов, таких как Теодор Спандунес. Первая версия его истории была написана на итальянском языке и завершена в 1509 году, а французский перевод был опубликован в 1519 году. В этих версиях текста Спандунес писал только о золотых цепях и о том, что султан использовался как подставка. Клетку Спандунес добавил только в более поздних редакциях текста. В более поздние версии текста включено также описание публичного унижения жены Баязида:

«У него была жена Илдрима, которая также была его пленницей, с которой сорвали одежду до пупка, обнажив срам. И он заставил её так прислуживать и подавать еду своим гостям»
.Ещё в XVI веке историограф империи Саад эд-Дин писал:

«А то, что некоторые создатели басен рассказывают в различных историях о заключении в железной клетке, является чистой выдумкой; <…> Те, кто не умеет отличить носилки от клетки, относятся к массе тех существ, чьи слабые органы путают лазурный цвет с серым».
По словам Й. Хаммера:

«Мы не должны больше верить в то, что Тамерлан использовал спину Баязида [как подставку], когда ехал верхом».
Это лишь повторение старых историй, заимствованные у византийцев и восточных авторов, и пересказывающие истории, как Альп-Арслан наступал на своего пленника Романа-Диогена, или как султана Санджар заключили в железную клетку. К таким же анекдотам относятся и рассказы о разговорах Тамерлана и Баязида. Эти разговоры не соответствуют действительности, но характеризуют дух времени, принципы философии и политики.
Легенда о том, что Баязид был заключён в клетке, с самого своего появления во второй четверти XV века стала популярной в Европе. Страдания Баязида нашли выражение во множестве произведений с XVI по начало XIX века.
Баязид является героем или персонажем нескольких литературных произведений, эксплуатирующих легенды о нём:
- Кристофер Марло написал пьесу «Тамерлан». Впервые она была поставлена в 1587 году. В пьесе Тамерлан использует Баязида как подставку, садясь на коня[89].
- Николас Роу использует конфликт между Тамерланом и Баязидом в трагедии «Тамерлан», впервые поставленной в 1701 году[89].

## Семья

### Жёны
- Фюлане-хатун[90] — дочь князя Константина Деяновича[91]. Баязида женил на ней Мурад в 1372 году[92]. На её сестре в то же время Мурад женил Якуба[93].

Двух жён Баязида путают из-за схожих имён:
- Девлетшах-хатун (ум. 1414; Бурса[94]) — дочь правителя Гермияна Сулейман-шаха[тур.][95] и Мутаххары-хатун[тур.], дочери султана Валада и внучки Джалаладдина Руми. Брак с Баязидом I заключён в 1381 году[96]. Также известна как Султан-хатун, хотя вполне вероятно, это две разные женщины[97].
  - Иса-челеби[98] (ум. 1404[93]/1408[99]) — один из правителей времён междуцарствия[99]. С 1402 года был женат на дочери Иоанна Тантереса[93].

- Муса Челеби (ум. 1402)

- Девлет-хатун бинти Абдуллах (ум. 1422)[95] — скорее всего, она была нетюркского происхождения и новообращённой в ислам[95].

- Мехмед I (1389 — 26 мая 1421) — османский султан в 1413—1421 годах.

- Любимая жена: Деспина-хатун (1375[101]—1443/1444 году[102]) — дочь сербского князя Лазаря Хребеляновича и княгини Милицы. Брак с Баязидом был заключён в 1390 году. Была захвачена в плен Тамерланом вместе с мужем в битве при Анкаре[103]. После смерти Баязида была отпущена в 1403 году из плена и вернулась в Сербию[102].

- Паша Мелек-хатун — попала в плен вместе с родителями в 1402 году, тогда же выдана замуж за Шемсуддина Мухаммеда, сына Джелаледдина Ислама, военачальника на службе у Тамерлана.
- Оруз (Уруз)-хатун — попала в плен вместе с родителями в 1402 году, выдана замуж в 1403 году за внука Тамерлана Абу Бакра-мирзу, сына Миран-шаха.

- Хафса-хатун — дочь правителя бейлика Айдыногуллары Исы-бея. Брак заключён в 1391 году[93][106].

### Наложницы (женщины, находившиеся в гареме Баязида)
- Мария-хатун — дочь Луиса Фадрике[англ.], графа Салона, и Елены Кантакузины[англ.]. Мария была захвачена в плен Баязидом I в 1393 году. Историк Э. Алдерсон со ссылкой на английского коллегу У. Миллера сообщал, что Мария была казнена в 1394 году[107][108], однако английский османист Д. Никол писал только о её смерти, не указывая, последовала ли она вследствие естественных причин или нет[109].
- Дочь византийского императора Иоанна V Палеолога и Елены Кантакузины (имя не известно). Попала в гарем в 1389 году[93][110].

Испанский историк Гонсало Арготе де Молина писал, что с послами Тамерлана к кастильскому королю Энрике III были отправлены две христианки, освобождённые из гарема Баязида I:
- Ангелина-хатун — гречанка, которая потом вышла замуж за дона Диего Гонсалеса де Контрераса[111][110].
- Мария-хатун — дочь венгерского князя, которая потом вышла замуж за дона Пайо Гомеса де Сото Майора[111][112].

### От неуказанных матерей родились
- Эртогрул-челеби (1376—1393[93]/1399[113]) — вали Айдына в правление отца[113].
- Сулейман-челеби (?—казнён 17 февраля 1411[114]) — вали Сарухана и Карасы в правление отца, один из правителей времён междуцарствия[114]. С октября 1402 года женат на дочери деспота Мореи Феодора I Палеолога и Бартоломеи, дочери Нерио I Аччайоли. Предположительно Сулейман был отцом Мехмедшаха, Орхана[115] и дочери[114], чьё имя неизвестно[93]. Внук Сулеймана Орхан-челеби формально претендовал на османский трон[116].
- Муса-челеби (?—казнён 5 июня/умер 10 августа[117] 1413[118]) — младший сын Баязида I[118], один из правителей времён междуцарствия. С 1408 года был женат на дочери господаря Валахии Мирчи I[93].
- Мустафа Челеби[90] (1380 — убит 28 июля 1402[119]/казнён 1422) — участвовал в битве при Анкаре вместе с отцом. Дальнейшая судьба достоверно не определена: он либо погиб в бою, либо был захвачен в плен Тамерланом[120]. Позднее Мустафа или человек, выдававший себя за него, поднимал восстания во времена правления Мехмеда I и Мурада II. В 1400 году был обручён с дочерью Ахмеда Джалаира[93].
- Касым Юсуф-челеби (1390—1417) — предположительно имел сына Орхана (ум. 29 мая 1453)[121]. Был отправлен братом Сулейманом-челеби в Константинополь вместе с сестрой Фатьмой и братом Мусой (старшим)[122]. Предположительно был ослеплён[123].
- Хасан-челеби — считается, что он был малолетним в 1402 году, когда состоялась битва при Анкаре[124].
- Иса-челеби — византийский историк Лаоник Халкокондил называет его младшим Исой и сообщает о переходе Исы в христианство[125].
- Коркут-челеби[93].
- Омер-челеби[93].
- Фатьма-хатун (?—1417) — в 1413 году вышла замуж за одного из санджакбеев[93][126].
- Дочь — австрийский востоковед Хаммер-Пургшталь пишет о том, что планировался брак дочери Баязида с королём Неаполя Владиславом I, однако окончательно ничего не было решено. В случае заключения такого брака дочь султана должна была перейти в христианство[127][105].
- Хунди Фатима-хатун (?—1429) — в 1402 году вышла замуж за прославившегося впоследствии шейха Шемседдина Мехмеда[тур.][128], от которого родила сына Али и дочерей-близнецов[93][129]. Хунди — дочь одной из первых по времени жён Баязида: Фюлане или Девлетшах[130].

## Комментарии
1. ↑   Османские источники датируют восстание Савджи 1385 годом[13]. Вслед за ними 1385 год называли Ф. Бабингер и К. Босуорт[10].
Это ошибочная датировка[14].
2. ↑  Согласно историкам Акгюндузу[нидерл.] и Озтюрку, армия крестоносцев состояла из 130 тысяч человек[42]. Общая численность войск христиан доходила, по разным источникам, до нескольких сот тысяч[43].
3. ↑  Согласно историкам Акгюндузу и Озтюрку, в армии Баязида было 70 тысяч человек[42].
4. ↑  Европейские источники указывают 28 сентября[6].
5. ↑  Некоторые историки относили смерть Алаэддина ко времени войны 1391 года[32]. Энциклопедия ислама тоже указывает 1391 год[19].
6. ↑  Датировка битвы вызывает разногласия. 

  - Хафиз Эбру (ум. 1430): зу-ль-хиджа 804 (июль 1402 года)[60].
  - Ибн Арабшах (ум. 1450): «случилось на одной миле от города Анкара в среду двадцать седьмого числа месяца зу-ль-хиджа 804 года хиджры»[61].
  - Шарафаддин Язди (ум. 1454): «Эта победа случилась в пятницу девятнадцатого зуль-г.ижжи восемьсот четвёртого года»[62].
  - Бадр ад-Дин аль-Айни (1360—1451): 5 мухаррем 805 (5 августа 1402 года)[60].
  - Ашик-паша-заде (1393—1484) и Али: 804 год (1401—1402)[60].
  - Георгий Сфрандзи (1401 — после 1478): «в 28 день месяца июля десятого года был убит Тимуром султан Баязид»[63].
  - Ибн Тагриберди (1409/10—1470): 27 зу-ль-хиджа 804 (28 июля 1402 года)[60].
  - Бехишти (1450 — после 1511): «за три дня до входа в 804 год», то есть в день 26—27 зу-ль-хиджа 803 (7—8 августа 1401 года)[60].
  - Мехмед Нешри (1450—1520): «Это произошло за три дня до 804 годовщины Хиджры»[64].
  - Рухи Челеби (ум. 1522) и Идрис Бидлиси (1455—1520): 13 мухаррем 805 (13 августа 1402 года)[60].
  - Саад-эд-дин (1536/7—1599): 19 зу-ль-хиджа 804 года (20 июля 1402 года)[60].

При этом при переводе дат 19 зу-ль-хиджа 804 года никак не даёт 20 июля. Это 28 июля.
27 зу-ль-хиджа тоже не даёт 28 июля, это 5 августа 1402 года.
7. ↑  Кул (кол) — центр армии; корпус, в котором держал свой стяг главнокомандующий[65]. Деление войск на три части (центральная, левое крыло, правое крыло) ввёл в монгольской армии Чингиз-хан.
8. ↑  По словам Шарафаддина Язди: В это время Йилдырым Баязид болел. Милостью Сахибкирана к нему были отправлены несколько сведущих врачей, которые были заняты его врачеванием[77].
В четверг четырнадцатого шаабана восемьсот пятого года (09.03.1403) поступило сведение, что Йилдырым Баязид скончался от задержки дыхания и кровяного давления[67].
9. ↑  Его описание очень краткое:Возя с собою своего пленника, он овладел также его столицей, откуда вывез его сокровища. Он желал вести Баязита в свою собственную землю, но султан скончался на пути[79].
10. ↑  ... Его ввели к государю с уважением, государь тоже отнёсся к нему очень уважительно[62].
Йилдырым Баязид, придавленный и пристыженный, признал свою вину <...> и затем просил: «Мои сыновья Муса и Мустафа во время боя были со мной. <...> Прошу доставить мне сведения, живы ли, мертвы ли они?» <...> Через несколько дней нашли Мусу и привели к Сахибкирану. Сахибкиран надел на него царский халат и отправил к отцу. Для Йилдырым Баязида построили царский белый дом. Для его охраны поставил Хасан Барласа и Баязид Чимбая. Сахибкиран оказывал Йилдырым Баязиду каждый день милости и почести, и, приглашая его к себе, устраивал беседы и поднимал дух[81].
11. ↑  Ибн Арабшах — автор биографии Тамерлана, живший в 1412—1422 годах при дворе Мехмеда I (как наставник его детей).
12. ↑  Константин из Островицы служил Мехмеду II и написал «Записки янычара», завершённые в последние годы XV века.